# Algete brunneri
Algete brunneri är en insektsart som beskrevs av Bolívar, I. 1905. Algete brunneri ingår som enda art i släktet Algete och familjen Pyrgomorphidae. Inga underarter finns listade i Catalogue of Life.